# Milan Kajkl
Milan Kajkl (Plzeň, 14 maggio 1950 – Plzeň, 18 gennaio 2014) è stato un hockeista su ghiaccio cecoslovacco, dal 1993 ceco.

## Palmarès

### Olimpiadi invernali
- 1 medaglia[1]:
  - 1 argento (Innsbruck 1976)